# Paolo Rossi (Fußballspieler)
Paolo Rossi (* 23. September 1956 in Santa Lucia in Prato; † 9. Dezember 2020 in Siena) war ein italienischer Fußballspieler. Bei der Fußball-Weltmeisterschaft 1982 war er mit sechs Toren entscheidend am Titelgewinn seines Teams beteiligt und wurde zum Spieler des Turniers gewählt.

## Karriere
Bereits als Jugendlicher wurde Paolo Rossi von Juventus Turin entdeckt. Er spielte jedoch in der Saison 1975/76 zunächst als Leihspieler bei der AC Como, um Erfahrungen zu sammeln. Sein Debüt in der Serie A gab er am 9. November 1975 bei der Auswärtsniederlage der AC Como bei der AC Perugia. 1976 wechselte er in die Serie B zu Lanerossi Vicenza. Hier entdeckte ihn Nationaltrainer Enzo Bearzot für die Italienische Fußballnationalmannschaft. Er wurde in dieser Saison Torschützenkönig der zweiten Liga und hatte maßgeblichen Anteil am ersten Aufstieg Vicenzas in die Serie A. In der Saison 1977/78 schoss er 24 Tore in der Serie A, wurde Capocannoniere und belegte mit Lanerossi Vicenza hinter Juventus Turin den zweiten Platz in der Liga.
Rossi hatte sein WM-Debüt bei der Fußball-Weltmeisterschaft 1978 in Argentinien. Der damals 21-Jährige trug das Nationalmannschafts-Trikot mit der Nummer 21 und erzielte gleich im ersten Gruppenspiel gegen Frankreich das Ausgleichstor zum 1:1. Außerdem traf er im Gruppenspiel gegen Ungarn und erzielte in der zweiten Finalrunde gegen Österreich den 1:0-Siegtreffer. Italien wurde bei dieser Weltmeisterschaft Vierter. In der gleichen Saison war er mit Vicenza italienischer Vize-Meister geworden und wechselte für die folgende Saison zur AC Perugia.
1979 war Rossi in den Skandal um das verschobene Ligaspiel zwischen der AC Perugia und der US Avellino vom 30. Dezember 1979 (Endstand 2:2) verwickelt und wurde vom italienischen Verband für drei Jahre gesperrt. Später wurde die Strafe auf zwei Jahre abgemildert und Rossi war ab April 1982 wieder spielberechtigt. Trotz mangelnder Spielpraxis wurde er vom damaligen Nationaltrainer Enzo Bearzot für die Weltmeisterschaft nominiert, eine Entscheidung, die vor Turnierbeginn auf Kritik stieß.
Nach einer schwachen WM-Vorrunde, in der Italien dreimal unentschieden spielte und Rossi kein Tor erzielte, schoss Rossi im zweiten Spiel der zweiten Finalrunde gegen den hohen WM-Favoriten Brasilien alle drei Tore zum 3:2-Erfolg Italiens. Italien bezwang dann Polen im Halbfinale mit 2:0, Rossi erzielte beide Tore.
Im Finale gegen Deutschland schoss Rossi das Tor zum 1:0. Am Ende gewann Italien mit 3:1 seinen dritten Weltmeistertitel, und Rossi wurde mit sechs Treffern Torschützenkönig und bester Spieler des Turniers. Außerdem wurde er im selben Jahr zu Europas Fußballer des Jahres gewählt.
Nach der Sperre kehrte Rossi 1982 zu Juventus Turin zurück. Anschließend hatte er seine größten Vereinserfolge. Gemeinsam mit Michel Platini und Zbigniew Boniek bildete er den torreichsten Angriff der italienischen Liga und gewann 1983 den italienischen Pokal. Das Finale im Europapokal der Landesmeister verlor er im selben Jahr mit 0:1 gegen den Hamburger SV. 1984 gewann er seine erste italienische Meisterschaft und den Europapokal der Pokalsieger. 1985 stand er dann in der siegreichen Elf im Finale des Europapokals der Landesmeister von Brüssel, das jedoch in einer Katastrophe mit 39 Toten endete, als Hooligans aus Liverpool eine Massenpanik auslösten. In der nachfolgenden Saison 1985/86 wechselte Rossi zur AC Mailand, konnte hier jedoch nicht mehr an die Erfolge anknüpfen, die er in Turin erzielt hatte. Enzo Bearzot nominierte ihn dennoch für die Fußball-Weltmeisterschaft 1986 in Mexiko. Rossi kam bei diesem Turnier aber nicht zum Einsatz. Seine Zeit bei der AC Mailand wurde von Verletzungen geprägt, ebenso seine Zeit bei Hellas Verona in der Saison 1986/87. Er beendete daraufhin 1987 seine Karriere und zog sich ins Privatleben zurück. Rossi fehlten nur der UEFA-Pokal und der Europameistertitel. In 48 Länderspielen für Italien erzielte er 20 Tore und in 215 Erstligaspielen 82 Tore.
Zuletzt betrieb er eine Fußballschule in der Nähe von Perugia.
Rossi starb im Dezember 2020 im Alter von 64 Jahren in einem Krankenhaus in Siena an einer Krebserkrankung.

## Erfolge
Als Nationalspieler 
- Weltmeister: 1982

 Mit seinen Vereinen 

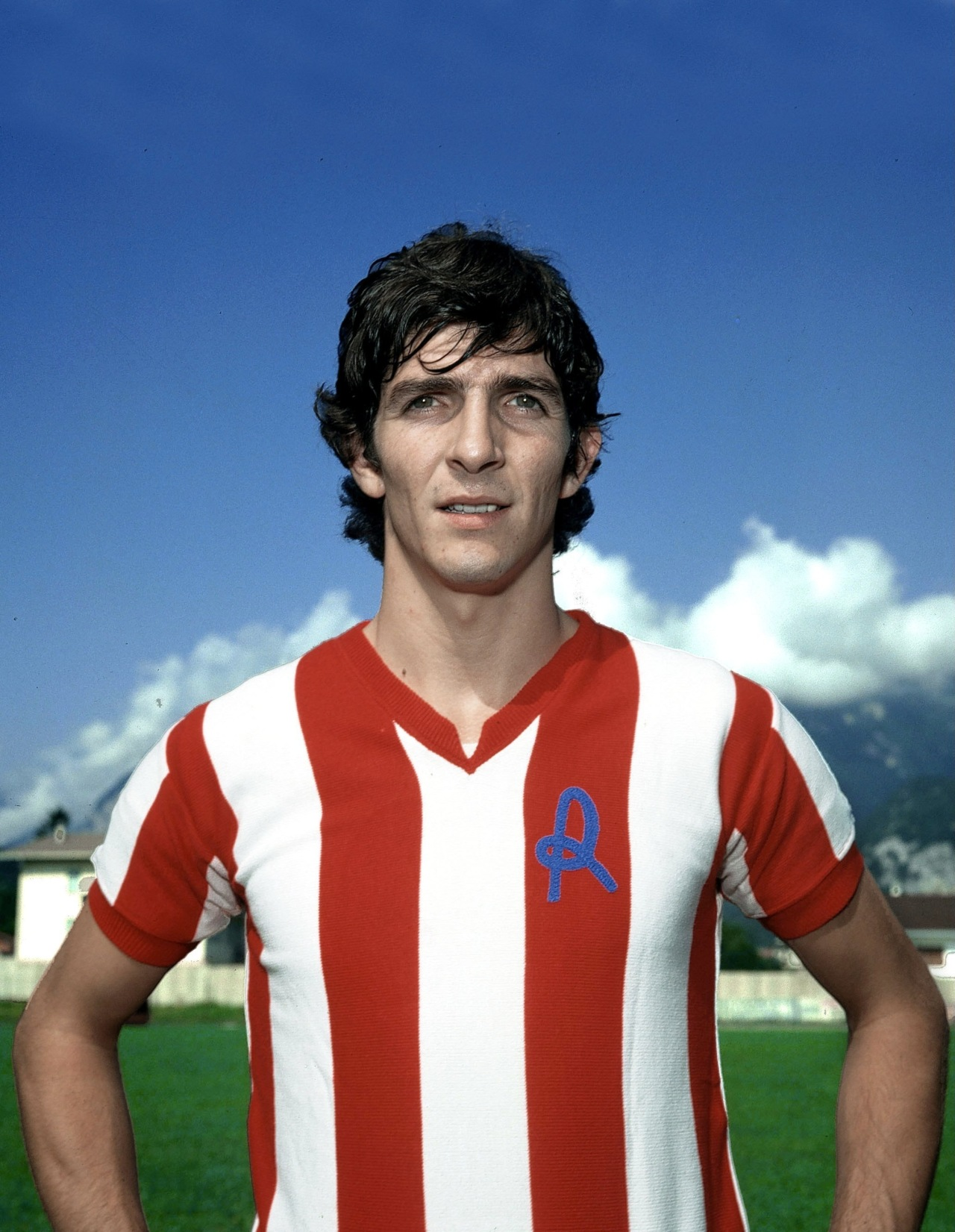
Rossi im Trikot von Lanerossi Vicenza

- Italienischer Pokalsieger: 1982/83
- Italienischer Meister: 1983/84
- Europapokal der Pokalsieger: 1983/84
- Europäischer Supercupsieger: 1984
- Europapokal der Landesmeister: 1984/85

 Individuelle Erfolge/Ehrungen 
- Torschützenkönig der Fußball-Weltmeisterschaft: 1982[5][6]
- Torschützenkönig (Capocannoniere) der Serie A (24 Treffer): 1977/78
- Goldener Ball der Fußball-Weltmeisterschaft: 1982
- Italiens Sportler des Jahres (La Gazzetta dello Sport): 1978
- Europas Fußballer des Jahres: 1982
- World Soccer Spieler des Jahres: 1982
- Weltsportler des Jahres (L’Équipe): 1982
- Aufnahme in die FIFA 100: 2004